# پیز اوت
پیز اوت (به لاتین: Piz Ot) یک کوه در سوئیس است که در کانتون گراوبوندن واقع شده‌است. پیز اوت ۳٬۲۴۶ متر بالاتر از سطح دریا واقع شده‌است.